# بخش مرکزی شهرستان شوش
بخش مرکزی شهرستان شوش یکی از بخش‌های تابعه شهرستان شوش در استان خوزستان در جنوب غربی ایران است.

## تقسیمات کشوری
- بخش مرکزی
  - دهستان بن معلی
  - دهستان حسین آباد

شهرها: شوش و حر

## جمعیت
بنابر سرشماری مرکز آمار ایران، جمعیت بخش مرکزی شهرستان شوش در سال ۱۳۸۵ برابر با ۱۱۳٫۳۳۲ نفر بوده است.